# Hyperbaena denticulata
Hyperbaena denticulata är en tvåhjärtbladig växtart som beskrevs av Paul Carpenter Standley. Hyperbaena denticulata ingår i släktet Hyperbaena och familjen Menispermaceae. Inga underarter finns listade i Catalogue of Life.